# 阎隆飞
阎隆飞（1921年11月23日—2001年1月16日），又名阎龙飞，男，北京人，中国生物化学家，中国农业大学教授。

## 生平
1945年毕业于西北大学生物系。1949年取得清华大学研究院硕士学位。
1991年当选中国科学院生物学部院士。

## 家族
父阎文灏（本名景煦，葉赫顏札氏），曾任北洋政府秘书。祖父毓俊。曾祖賡颺。